# Cuadernos de Historia Contemporánea
Cuadernos de Historia Contemporánea es una revista científica arbitrada de historia contemporánea.
Fundada en 1988, como una segregación de la revista Cuadernos de Historia Moderna y Contemporánea, está editada por la Universidad Complutense de Madrid, tiene un número anual y abarca como temática tanto la historia contemporánea de España como la del resto del mundo. Entre su consejo editorial se encuentran Juan Pablo Fusi, Octavio Ruiz Manjón y Antonio Niño.